# Howellidae
Famille
Les Howellidae sont une famille de poissons marins de l'ordre des Perciformes.

## Description
Il s'agit de petits poissons (taille inférieure à 10 cm) vivant à de grandes profondeurs (jusqu'à −1 829 m pour Howella brodiei.

## Liste des genres
Selon ITIS :
- genre Howella Ogilby, 1899

Selon FishBase :
- genre Bathysphyraenops (placé par ITIS sous Percichthyidae)
  - Bathysphyraenops declivifrons  Fedoryako, 1976
  - Bathysphyraenops simplex  Parr, 1933
- genre Howella
  - Howella brodiei  Ogilby, 1899
  - Howella pammelas  (Heller & Snodgrass, 1903)
  - Howella parini  Fedoryako, 1976
  - Howella sherborni  (Norman, 1930)
  - Howella zina  Fedoryako, 1976
- genre Pseudohowella  (placé par ITIS sous Acropomatidae)
  - Pseudohowella intermedia  Fedoryako, 1976